# Опресовування свердловин
Опресовування свердловин (рос. опрессовка скважин; англ. well pressure test; нім. Abdrücken n von Sonden) — випробування обсадної колони свердловини на герметичність, яке проводиться в процесі будівництва або капітального ремонту свердловини після цементування затрубного простору колони і полягає у створенні надлишкового тиску в стовбурі свердловини (нагнітанням у колону обсадних труб рідини, рідше газу) і контролю його на гирлі свердловини (остання обладнується спеціальною опресовувальною головкою і манометром).